# Иоасаф (Овсянников)
Архиепископ Иоаса́ф (в миру Васи́лий Семёнович Овся́нников; 1 (14) января 1904, Белгород — 2 апреля 1982, Ростов-на-Дону) — епископ Русской православной церкви, архиепископ Ростовский и Новочеркасский.

## Биография
Родился 1 (14) января 1904 года в городе Белгороде, в семье рабочего. Рос в Старом Осколе. Шести лет осиротел. Его приютила и воспитала добрая благочестивая женщина, которая, будучи глубоко верующей, с малых лет приучила Василия «молиться Богу и Его святым угодникам». С детства постоянно посещал храм Божий, прислуживал в алтаре.
После окончания 7-летней школы в 1931 году поступил в Харьковский железнодорожный техникум, где проучился два года, продолжая посещать храм и исполнять иподиаконские обязанности. Во время учёбы в Харькове он познакомился с епископом Онуфрием (Гагалюком), который находился в Харькове на вольном поселении. Был алтарником епископа Онуфрия.
После ареста владыки Онуфрия Василий некоторое время работал чертёжником в геолого-разведывательном техникуме.
5 января 1937 года, в возрасте 32 лет, архиепископом Александром (Петровским) он был тайно пострижен в монашество с именем Иоасаф в честь горячо им почитаемого святителя Белгородского Иоасафа. 6 января посвящён во чтеца и иподиакона. 14 января 1943 года епископом Вениамином (Новицким) был рукоположён во иеродиакона, а на следующий день — во иеромонаха и назначен священником Преображенского собора в Харькове.
В 1944 году иеромонах Иоасаф вступил в число братии Почаевской Лавры, затем был переведён в Богоявленский Кременецкий монастырь, а в 1950 году назначен его настоятелем. В 1951 году архиепископом Львовским Макарием (Оксиюком) возведён в сан игумена.
В 1951 году поступил на заочный сектор Ленинградской духовной семинарии (сразу в 3 класс), по окончании которой в 1954 году был принят в Ленинградскую духовную академию.
В 1953 году был назначен вторым священником кафедрального собора Полтавы, а в 1955 году переведён священником Воскресенского собора в город Фрунзе (ныне Бишкек) Ташкентской епархии. С 1959 года служил в Успенском кафедральном соборе в городе Ташкенте. В 1961 году назначен ключарем того же собора. В 1964 году ко дню Святой Пасхи возведён в сан архимандрита. 9 июня 1966 года удостоен звания кандидата богословия за сочинение «Святитель Иоасаф, епископ Белгородский, и его религиозно-нравственные воззрения».
30 октября 1966 года в Сергиевском Трапезном храме Троице-Сергиевой Лавры был хиротонисан во епископа Пермского и Соликамского. Хиротонию совершали Патриарх Московский и всея Руси Алексий; митрополиты Крутицкий Пимен (Извеков) и Ленинградский Никодим (Ротов); архиепископы Таллинский Алексий (Ридигер), Ташкентский Гавриил (Огородников) и епископы Аргентинский Никодим (Руснак), Волоколамский Питирим (Нечаев), Зарайский Ювеналий (Поярков).
31 мая 1973 года назначен епископом Ростовским и Новочеркасским. 9 сентября 1977 года возведён в сан архиепископа. В основу своего служения архиепископ Иоасаф полагал богослужение и молитву. Невзирая на немощи, особенно в последние годы жизни, владыка Иоасаф посещал как ближние, так и дальние приходы своей епархии, совершал в них богослужения, проповедовал. За годы его деятельности все приходы Ростовской епархии были обеспечены священниками. Митрополит Владимир (Сабодан), ставший преемником Архиепископа Иоасафа на Ростовской кафедре, так сказал о нём:

Там не клеились отношения между уполномоченными и епископом. Посылали туда всяких архиереев, они очень быстро оттуда должны были уехать. Наконец, послали старенького, действительно святого человека, архиепископа Иоасафа, … которому ничего не дали делать. Так, его вызвал уполномоченный и сказал: «Не идите сегодня в собор, нечего там собирать людей. Я тут выкопал из ваших же книг, что освящение воды не полагается на этот день, поэтому не смейте этого делать в соборе». Владыка смирялся. Так, бедный, и умер от сердечного приступа в алтаре во время богослужения.

Скончался 2 апреля 1982 года во время великопостной службы Субботы Акафиста Похвалы Богородицы, после того как вошёл в алтарь по окончании его шестой песни. Отпевание архиепископа Иоасафа было совершено 5 апреля в кафедральном соборе в честь Рождества Пресвятой Богородицы. Отпевание совершили архиепископ Харьковский и Богодуховский Никодим (Руснак) и епископ Омский и Тюменский Максим (Кроха) в сослужении множества клириков. Похоронен близ восточной стены кафедрального собора.

## Сочинения
- Святитель Иоасаф, епископ Белгородский, и его религиозно-нравственные воззрения (кандидатское сочинение)
- «Речь при наречении во епископа Пермского и Соликамского», ЖМП, 1966, № 12, 26-28.